# Європейський стратегічний форум з дослідницьких інфраструктур
Європейський стратегічний форум з дослідницьких інфраструктур (англ. The European Strategy Forum on Research Infrastructures – ESFRI) — стратегічний інструмент Європи для розвитку європейської наукової інтеграції та зміцнення її міжнародних співвідносин. Відкритий доступ на конкурсній основі до наукових технологій найвищого ґатунку підтримує та випробовує якість діяльності європейських вчених, а також притягує найкращих науковців з усього світу.